# ニコラウス・ジムロック
ニコラウス・ジムロック（Nikolaus Simrock, 1751年8月23日 - 1832年6月12日）は、ドイツのホルン奏者、音楽出版者。ボンのケルン選帝侯(en:Electorate of Cologne)の邸宅のホルン奏者だった。ベートーヴェンの友人であり、音楽出版社ジムロックの創業者である。「1人の人、音楽家として大いに尊敬されて」1790年代を通してベートーヴェンと交流を持ち続け、ボン時代のベートーヴェンの「確かな証人」であると看做されている。

## 生涯
ジムロックはマインツに生まれた。伍長の父を持つ彼は、16歳になるまでフランス軍の教会でホルンを吹いていた。ケルン選帝侯であったマクシミリアン・フリードリヒヘボンの宮廷管弦楽団での職を願い出て、規模が叶い1775年に「らっぱ吹き」として年に300フロリンの報酬で働き始めた。若きベートーヴェンは後に同じオーケストラで共に演奏するようになる。
選帝侯の邸宅にあっては、ジムロックは啓蒙思想の哲学者として指折りの存在であった。同僚のフランツ・アントン・リースやクリスティアン・ゴットロープ・ネーフェと同じく、彼もイルミナティの一組織であったMinervalkirche Stagiraに所属し、組織の活動停止後はボンでLesegesellschaftの創立メンバーとなっている。さらに1805年にボンに設立されたメソニック・ロッジであるLes Frères courageuxの一員でもあった。
1793年、ジムロックはボンに音楽出版社のジムロックを設立する。初期に出版された作品にはベートーヴェンの『赤ずきんの主題による変奏曲』（WoO 66、1793年）や『ヴァルトシュタイン伯爵の主題による変奏曲』（WoO 67、1794年）がある。この出版社が成功した理由にはジムロックの商才もさることながら、選帝侯の時代が終わり1794年にボン並びにラインラントがフランス革命軍によりいち早く占領された際に、彼がフランス寄りの姿勢を取っていたことが功を奏したことが挙げられる。
19世紀のはじめには、ジムロックはヨーロッパでも屈指の音楽出版者へと成長していた。彼の指揮の下、ジムロック社はジムロックと個人的な面識もあったハイドンの初版譜、ベートーヴェンの13作品の初版を世に出したのであった。ジムロックはボンに没した。
ジムロックの死後に会社が出版を手掛けた著名な作曲家にはシューマン（交響曲第3番など）、メンデルスゾーン（オラトリオ『エリヤ』、『聖パウロ』など）らがいる。1870年に本社をボンからベルリンへと移転させたフリッツ・ジムロックは孫にあたり、とりわけブラームスの作品を刊行したことで知られる。

## 私生活
ジムロックはマインツ出身のフランツィスカ・オッティリー・ブラシェックと結婚し13人の子を儲けた。ジムロック一族は200年近くにわたってラインラントの文化史に影響を与えることになる。息子の1人であるペーター・ヨーゼフ・ジムロックは出版業を営み、他にもアレクサンドル・デュマ・ペールが宿泊したこともある商業地のホテルTrierer Hofの支配人を長年にわたって務めた息子がいる。末の息子カールは古期、中期と19世紀のドイツ文学の編集に携わった。